# Дипаял-Силгадхи
Дипаял-Силгадхи (непальск. दिपायल सिलगढी ) — город на западе Непала, в районе Доти зоны Сетхи Дельнезападного региона страны. Расположен на берегу реки Сетхи, примерно в 50 км выше места её впадения в реку Карнали, на высоте 570 м над уровнем моря.
Население города по данным переписи 2011 года составляет 23 416 человек, из них 10 774 мужчины и 12 642 женщины.